# Ah! La barbe
Ah! La barbe ist ein französischer Kurzfilm von Segundo de Chomón aus dem Jahr 1905. Das etwa 2-minütige Werk entstand durch die französische Produktionsfirma Pathé Frères.

## Handlung
Ein Mann sitzt vor einem Spiegel und trägt sich Rasiercreme auf. Dabei gerät etwas davon in seinen Mund. Er findet Geschmack daran, kostet noch zweimal und fährt danach mit dem Einseifen fort. Plötzlich erscheint ein seltsames, übergroßes Gesicht im Spiegel. Der Protagonist ist erschrocken, nachdem die Fratze aber wieder verschwindet trägt er den Vorfall mit Humor und legt weiter Schaum auf. Während des Rasierens erscheint erneut ein Gesicht, wobei seine Reaktion der beim vorherigen Mal ähnelt. Nach dem Ende der zweiten Halluzination rasiert er sich weiter, woraufhin ein drittes Gesicht erscheint. Er ist nun erbost und zerschlägt den Spiegel mit seinem Rasiermesser.

## Hintergrundinformationen
- Der Protagonist des Stummfilms durchbricht mehrfach die Vierte Wand und interagiert durch Blicke und Gesten mit den Zuschauern.

- Links neben dem Spiegel ist die Abbildung eines Hahnes zu sehen, der zugleich als Logo von Pathé Frères diente.[1]

- Infolge der Einstellungen mit den Gesichtern entstehen Schnittfehler, da in diesen Momenten jeweils ein Teil des Rasierschaums, den der Mann unmittelbar davor aufgetragen hat, ohne Grund verschwindet.

- Der Film wurde in Spanien unter dem Titel La Barba rebelde und im April 1906 in den Vereinigten Staaten als The Funny Shave veröffentlicht.

- Das Werk untersteht mittlerweile dem Rechtsstatus Public Domain.